# ファーストタワー大津MARY
ファーストタワー大津MARY（ファーストタワーおおつマリー）は、滋賀県大津市にある超高層マンションである。

## 概要
JR湖西線大津京駅の駅前広場に面する高さ118メートルの超高層マンションであり、総戸数は587を有する。当マンションの屋上にはヘリポートを有している。なお、この超高層マンションは四隅の角を切り落として建設したため、建物の形は八角形である。また、建物の中央部（通路側）は吹き抜けとなっている。
備考
- 1階はテナント街となっており、銀行（京都銀行西大津支店[3]）や医療に関連する施設（歯科・調剤薬局など）が入居する。
- 2023年（令和5年）に大津市の「管理計画認定制度」の認定を受け[4][5]、同年11月10日に認定交付式が大津市役所で行われた[4]。

## 防犯活動
完成当時は駅周辺では街頭犯罪や非行が横行しており、2003年（平成15年）2月までには公開敷地にある歩行者通路の誘導灯が破壊されたり、当マンション駐輪場でオートバイの盗難事件が多発していたが、マンションの住民や周辺自治体による防犯推進協議会の発足や防犯カメラの設置等によって減少した。